# 마카오배정중학
마카오  배정중학(培正中學; 영어:Pui Ching Middle School; 포르투갈어:Escola Secundária Pui Ching)은 원래의 광저우 배정중학에서 마카오 오픈에서 마카오에서 한 어머니는 혀에서 가르치고 중국어 중등 학교이다. 1938 기 때문에, 전쟁의 관계,광주 Pei 은 모든 학생과 교사가 이전에 학교를 마카오,도록 교육하지 않기 때문에 전쟁과 천사장도로 마카오의 문화에 긍정적인 원본다.